# Lilaton
Lilatón, la carrera popular de las mujeres que recorre 5 kilómetros por las calles de San Sebastián.

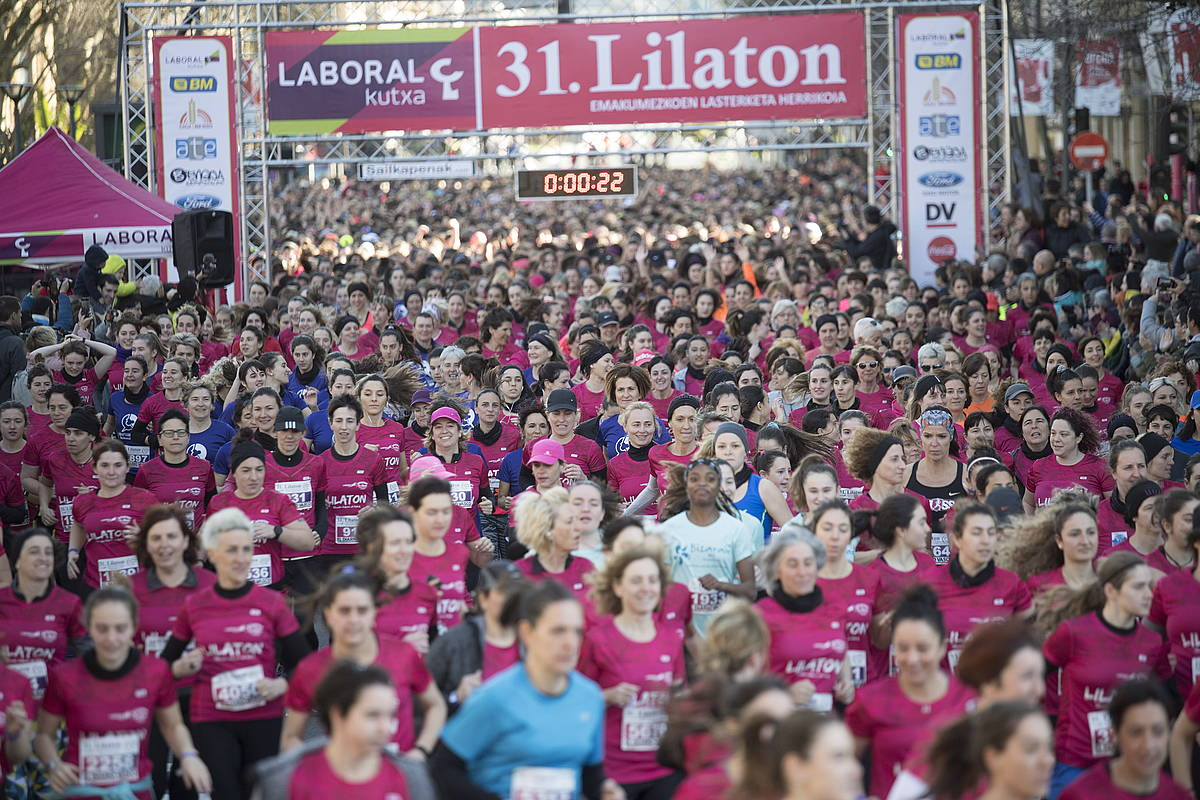
San Sebastián, 2020

## La historia
El Club Atlético San Sebastián organiza todos los años en San Sebastián la carrera de mujeres de 5 kilómetros. La Lilatón empezó su andadura en 1990 por iniciativa de la coordinadora feminista de la capital guipuzcoana. Es el club el responsable de organizar  y gestionar dicha carrera cada año. El recorrido discurre por las céntricas calles de San Sebastián durante cinco kilómetros llanos. En el primer año, solamente participaron 146 mujeres pero año tras año, el número de participantes  ha ido creciendo considerablemente. Precisamente desde el 2015 el número de corredoras ha crecido un %52,43. La mayoría de las mujeres suelen ser de Gipúzcoa pero también hay participantes de Vizcaya, Álava y Navarra. Hay que destacar la presencia de mujeres de fuera del País Vasco, como por ejemplo, Francia,  Madrid,  Barcelona, Murcia o Cantabria. Las reivindicaciones del principio eran claras y así sigue siéndolo: la igualdad en los premios, impulsar el deporte de las mujeres en la calle, facilitar el salto de las carreras mixtas, sin olvidar la filosofía del pueblo. 30 años más tarde, tenemos una carrera consolidada y reconocida que se ha convertido en referente para muchas mujeres a la hora de empezar a hacer deporte.
En 2020, por ejemplo,  más de 6.500 mujeres se apuntaron en la carrera feminista. La carrera tuvo una gran a aceptación entre las corredoras. De hecho, once días antes ya se agotó el plazo de inscripciones. Cada año, todas las corredoras tienen como regalo la camiseta y el gorro de la carrera. A pesar de que la carrera empiece a las 10:30 en el Boulevard de San Sebastián, a partir de las 09:40, suele comenzar el calentamiento con coreografías, handbike y demostración del juego de la soga.  Se suelen premiar diferentes categorías y a la primera clasificada se le  regala la txapela. Cuando se acaba la carrera, se reparten los premios en Alderdi Eder a ritmo de batucada. Sobre las 12: 30 empieza el Lilapoteo con trikitilaris, charanga y DJ. Es sin duda, una gran fiesta popular para el deporte de las mujeres.

### El nuevo formato
En 2021, como consecuencia de la pandemia del COVID-19, la Lilatón se ha tenido que reinventar.  Se proclamarán La igualdad y el empoderamiento de la mujer en formato virtual bajo el lema ESTE AÑO TAMBIÉN LILATON. Este año el recorrido será libre. Cada una decidirá dónde y en qué modalidad hacer los 5 kilómetros. (corriendo, a pie /nordick-walking, en patines o en handbike). Este año se podrá hacer en cualquier lugar del mundo. Al final, habrá opción para entrar en la plataforma virtual de la Lilatón, siempre y cuando se descargue la app en el teléfono móvil. De esa manera, podremos ver los resultados obtenidos en la carrera.